# Víctor Alfaro de la Peña
Víctor Vicente Alfaro de la Peña (El Tambo, 24 de julio de 1922 - Lima, 20 de enero del 2006) fue un abogado y político peruano. Fue miembro del partido político Acción Popular, ejerciendo como diputado por el departamento de Junín en 3 periodos y como alcalde del distrito de El Tambo desde 1956 hasta 1963.

## Biografía
Víctor Alfaro de la Peña nació en el distrito de El Tambo, ubicado en la provincia de Huancayo del departamento de Junín en Perú, el 24 de julio de 1922.
Estudió la carrera de Derecho, siendo graduado luego como abogado.

## Trayectoria política
Víctor Alfaro de la Peña incursiona en el ámbito político cuando en el año 1956, se apuntó como militante y fue cofundador de Acción Popular, partido político fundado por el arquitecto Fernando Belaúnde Terry, donde fue uno los principales dirigente en la sede partidaria de Junín. Luego el 29 de noviembre de ese mismo, Víctor Alfaro obtiene su primer cargo político al ser designado como alcalde del distrito de El Tambo, siendo también reelegido el 26 de enero de 1961.
Durante su gestión como alcalde, realizó obras de saneamiento básico, inició las creaciones de las avenidas Julio Sumar y Mariscal Castilla que destacan en la ciudad de El Tambo.
Luego en el año 1963, Víctor Alfaro es elegido como diputado por el departamento de Junín por la coalición entre Acción Popular y el Partido Demócrata Cristiano, quienes llevaron a Fernando Belaúnde Terry en su primera elección como presidente de la república. Sin embargo el 3 de octubre del año 1968, Alfaro no pudo ejercer su cargo como diputado debido al golpe de Estado militar decretado por el general Juan Velasco Alvarado en oposición al primer gobierno accionpopulista.
Luego de la caída del gobierno militar, Víctor Alfaro volvió al ámbito político y postuló nuevamente a la Cámara de Diputados del Congreso de la República por Acción Popular en las elecciones del año 1980, representando a su natal Junín, y logró ser elegido como diputado para el periodo parlamentario 1980-1985. Fue elegido por tercera vez en las elecciones del año 1985, con 3,654 votos de preferencia, para el periodo 1985-1990.
Durante sus gestiones como diputado, Alfaro se resaltó por su compromiso con los pueblo del departamento de Junín, destacando la realización de las obras en favor de las comunidades campesinas y la construcción de colegios públicos, así como la construcción de Canales de Regadío, la instalación del Plan Meris y por su apoyo a la Junta de Obras Públicas de Junín.
En las elecciones de 1990, Víctor Alfaro intentó ser elegido por cuarta vez como diputado por el Frente Democrático, sin embargo, no tuvo éxito y se retiró del ámbito político.

## Fallecimiento
El 20 de enero del 2006, Víctor Alfaro de la Peña falleció a los 83 años en la ciudad de Lima. Posteriormente en el año 2022, la Municipalidad de El Tambo realizó un reconocimiento póstumo por su trayectoria y por el centenario de su nacimiento.